# Ramón Darío Valdivia Jiménez

Bischofswappen von Ramón Darío Valdivia Giménez

Ramón Darío Valdivia Jiménez (* 16. Dezember 1974 in Osuna, Provinz Sevilla) ist ein spanischer römisch-katholischer Geistlicher und Weihbischof in Sevilla.

## Leben
Ramón Darío Valdivia Jiménez erwarb 2001 einen juristischen Abschluss an der Universität Sevilla und zwei Jahre später den Bakkalaureat in Theologie am Zentrum für theologische Studien in Sevilla. Am 14. September 2003 empfing er das Sakrament der Priesterweihe für das Erzbistum Sevilla.
Bis 2004 war er in der Pfarrseelsorge tätig und studierte anschließend an der Päpstlichen Universität Gregoriana in Rom, an der er 2006 das Lizenziat in Philosophie erwarb und 2008 promoviert wurde. Einen weiteren Doktortitel erwarb er 2020 an der Universität Sevilla in Rechtswissenschaft. Von 2008 bis 2010 war er Pfarrer und anschließend bis 2015 Subregens des Priesterseminars. Von 2011 bis 2016 leitete er zudem die Ausbildung für den Ständigen Diakonat und von 2012 bis 2018 das Zentrum für theologische Studien. Bereits ab 2008 war er auch Professor an der theologischen Fakultät San Isidoro. Ab 2008 war er Pfarrer an der Kirche San Roque, Mitglied des Konsultorenkollegiums und Bischofsvikar für den Seelsorgebereich 1 der Stadt Sevilla.
Papst Franziskus ernannte ihn am 1. April 2023 zum Titularbischof von Egabro und zum Weihbischof in Sevilla. Der Erzbischof von Sevilla, Josep Ángel Saiz Meneses, spendete ihm und dem mit ihm zum Weihbischof ernannten Teodoro León Muñoz am 27. Mai desselben Jahres in der Kathedrale von Sevilla die Bischofsweihe. Mitkonsekratoren waren der Apostolische Nuntius in Spanien, Erzbischof Bernardito Cleopas Auza, und der Bischof der Kanarischen Inseln, José Mazuelos Pérez.